# 동반성장위원회
동반성장위원회는 대기업과 중소기업 간의 사회적 갈등문제를 발굴, 논의하여 민간부문의 합의를 도출하는 동반성장 문화확산의 구심체 역할을 수행하기 위해 설립된 민간 위원회이다. 서울특별시 구로구 디지털로 32길 29 키콕스벤처센터 12층에 위치하고 있다.

## 설립 근거
- 대·중소기업 상생협력 촉진에 관한 법률[1]

## 연혁
- 2010년 9월 29일 대·중소기업 동반성장 전략회의시 "동반성장 추진대책"의 일환으로 동반성장위원회를 구성·운영하기로 결정
- 2010년 12월 13일 동반성장위원회 출범. 초대 정운찬 위원장 취임. 동반성장위원회 제1차 회의개최
- 2011년 3월 4일. 정영태 사무총장 취임
- 2011년 6월 제1회 동반성장포럼 개최(사회통합위원회와 공동)
- 2012년 1월 17일. 동반성장위원회 설치 근거법 마련
- 2012년 4월 30일. 제2대 유장희 위원장 취임
- 2012년 8월 24일. 동반성장위원회 구로디지털단지로 이전
- 2013년 6월 20일. 김종국 사무총장 취임
- 2014년 8월 1일. 제3대 안충영 위원장 취임
- 2018년 2월 1일. 제4대 권기홍 위원장 취임
- 2020년 2월 18일. 제5대 권기홍 위원장 선임
- 2022년 3월 4일. 제6대 오영교 위원장 취임
- 2024년 9월 23일. 제7대 이달곤 위원장 취임

## 주요 업무
- 동반성장지수 산정·공표
- 중소기업적합업종 지정·공표
- 업종별 위원회 운영
- 사회적 이슈 발굴 논의
- 전문인력유출 심의위원회

- 성과공유제
- 공공기관 동반성장 평가
- 동반성장주간
- 동반성장포상
- 동반성장포럼 운영

## 구성
민간합의를 통한 동반성장의 자발적 이행·확산의 구심체로서의 위원회 성격상 정부위원 없이 민간인으로 구성

## 조직

### 동반성장위원회 위원(위원장을 포함하여 29인)
위원장(1), 대기업대표(9), 중견기업대표(2), 중소기업대표(11), 공익대표(6)로 구성(29명)

#### 업종별 동반성장 실무위원회
- 기계·플랜트
- 건설
- 자동차
- SW
- 철강금속
- 정보·통신
- 조선
- 유통
- 반도체 디스플레이
- 석유화학
- 중전기기
- 공기업
- 전기

#### 감사팀

##### 기획조정실
- 기획예산팀
- 인사총무팀
- 정보관리팀

##### 동반성장본부
- 위원회운영부 * 홍보팀
- 동반성장평가부 * 정책지원팀

##### 적합업종지원실
- 적합업종운영부
- 적합업종지원부

##### 경영협력본부
- 성과공유확산부
- 글로벌협력부
- 마케팅협력부

##### 기술협력본부
- 구매협력지원부
- 기술협력지원부
- 기술보호지원부

## 역대 위원장
| 대수   | 이름           | 임기                   | 출신지    | 출신학교 | 비고                                    |
| ------ | -------------- | ---------------------- | --------- | -------- | --------------------------------------- |
| 초대   | 정운찬(鄭雲燦) | 2010.12.13 ~ 2012.3.29 | 충남 공주 | 서울대   | 국무총리&서울대 총장                    |
| 2 대   | 유장희(柳莊熙) | 2012.4.30 ~ 2014.7.31  | 전북 전주 | 서울대   | 이화여대 부총장                         |
| 3 대   | 안충영(安忠榮) | 2014.8.1 ~ 2018.1.31   | 경북 의성 | 경북대   | 중앙대 석좌교수&KOTRA 옴부즈만          |
| 4·5 대 | 권기홍(權奇洪) | 2018.2.1 ~ 2022.3.3    | 대구      | 서울대   | 제20대 노동부 장관                      |
| 6 대   | 오영교(吳盈敎) | 2022.3.4 ~ 2024.9.22   | 충남 보령 | 고려대   | 동국대 총장&제7대 행정자치부장관        |
| 7 대   | 이달곤(李達坤) | 2024.9.23 ~            | 경남 창원 | 서울대   | 제18·21대 국회의원&제2대 행정안전부장관 |

## 같이 보기
- 대·중소기업협력재단
- 초과이익공유제
- 대한상공회의소
- 전국경제인연합회
- 중소기업중앙회
- 한국무역협회
- 대한무역투자진흥공사(KOTRA)
- 한국경영자총협회
- 산업통상자원부
- 중소벤처기업부
- 공정거래위원회